# 자유사회주의
자유사회주의(自由社會主義, 영어: Liberal socialism)는 국가사회주의(영어: State socialism)와, 신자유주의(영어: Neo-Liberalism)의 '이'적인 반대 개념에 속하는 사상이며 기존의 사회주의와 달리 사유재산 허용의 중요성을 부각한 사상이다. '우익 사회민주주의'라고도 불리며, 자유사회주의는 국가 위주의 계획 경제, 국영화를 반대하며 교양사회주의와 협동조합식 혼합경제/사회적 시장경제를 지향한다. 또한, 자본주의의 결함성을 지적, 비판하여 자체모순점을 점진적으로 해결해 나가는 사상이다. 기원지는 이탈리아이며, 카를로 로셀리에 의해 처음으로 주창되었다. 그 후 이탈리아와 영국에 주로 퍼졌다. 이론가는 빌리 브란트, 카를로 로셀리(이탈리아어: Fratelli Rosselli), 리차드 헨리 토니(영어: Richard Henry Tawney) 등이 있다. 과거 일본의 일본 사회당은 정치적 유연성을 다지기 위해 자유사회주의를 표방하기도 하였다.
종종 자유지상주의적 사회주의와 혼동되기도 하나, 그 범주가 매우 다르다.

## 같이 보기
- 사회주의
- 자유주의
- 시장 경제
- 자유사회당

## 관련 서적
- 나디아 어비나티 2007년 저, 《J.S. Mill's political thought: a bicentennial reassessment》
- 카를로 로셀리 1999년 저, 《socialist heretic and antifascist exile》
- 노엘 톰슨 1995년 저, 《Political economy and the Labour Party: the economics of democratic socialism》